# مدينة البصرة الرياضية
مدينة البصرة الرياضية هي مدينة رياضية تقع في محافظة البصرة جنوب العراق.

## المباني
بدأ البناء في 15 تموز 2009 وافتتحت المدينة في 12 تشرين الأول 2013. وبلغت كلفة الإنشاء 550 مليون دولار أمريكي. وتتكوّن المدينة من ملعب رئيسي بسعة 65,000 متفرج (ملعب جذع النخلة) وملعب ثانوي بسعة 20,000 متفرج (ملعب الفيحاء)، وأربعة ملاعب ثانوية للتدريب. وتبلغ مساحة المدينة الرياضية 580 دونماً، وتحتوي على 18 بوابة خارجية كبيرة، كل واحدة منها تحمل اسم محافظة عراقية معينة، وبحيرة صناعية على شكل خارطة العراق تحيط بالملعب الرئيسي، فضلاً عن حدائق وأماكن للاستراحة ومواقف للسيارات، ومستشفى للطب الرياضي، ومسبح أولمبي مغلق، وبنية خدمية تشمل محطة لتوليد الطاقة الكهربائية، وثلاث قاعات رياضية لألعاب خماسي الكرة والسلة والطائرة، وثماني عمارات سكنية لإقامة وفود الفرق الرياضية، وفندقين كبيرين.

## معرض الصور

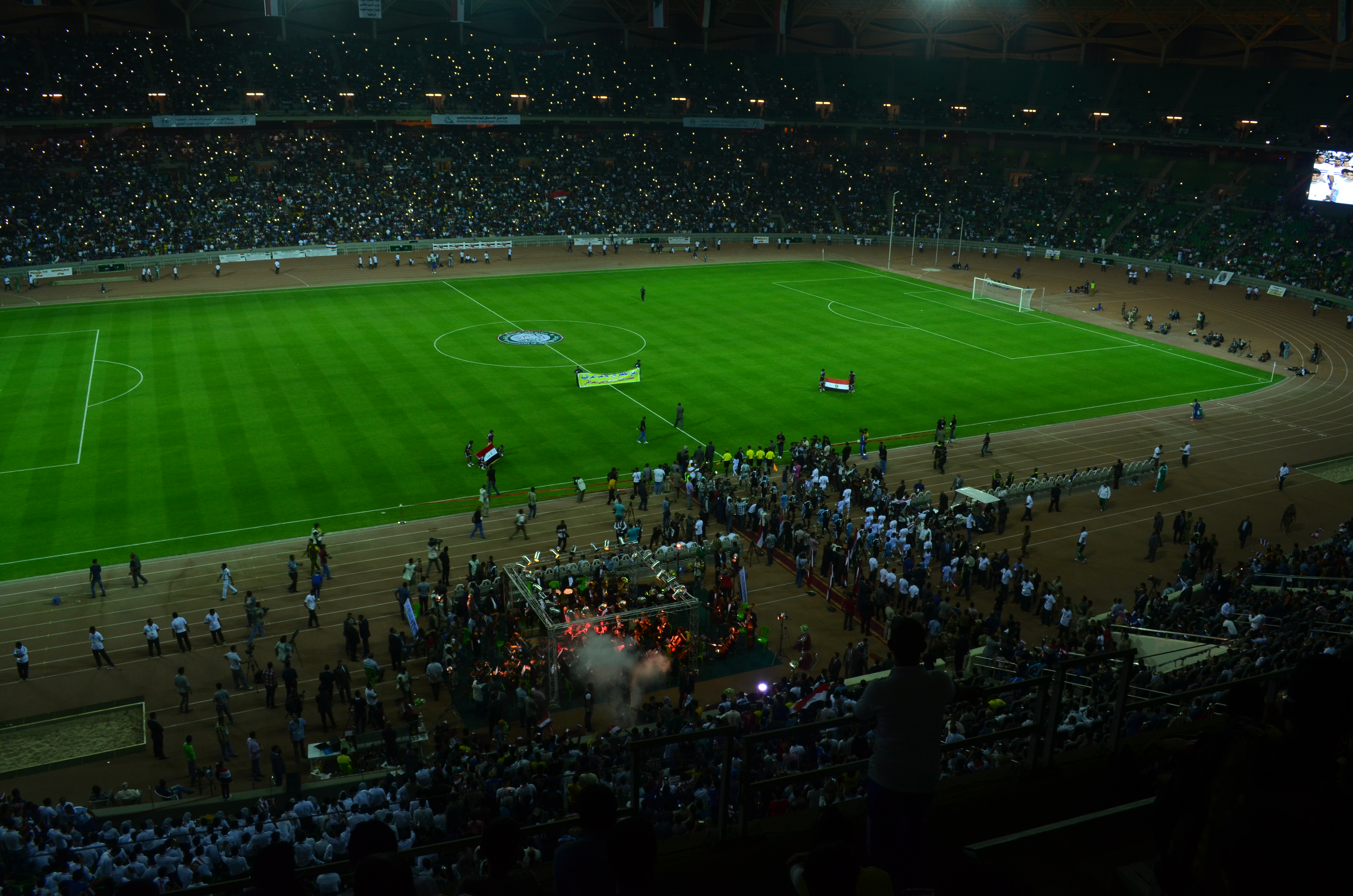
خلال حفل المباراة الافتتاحية
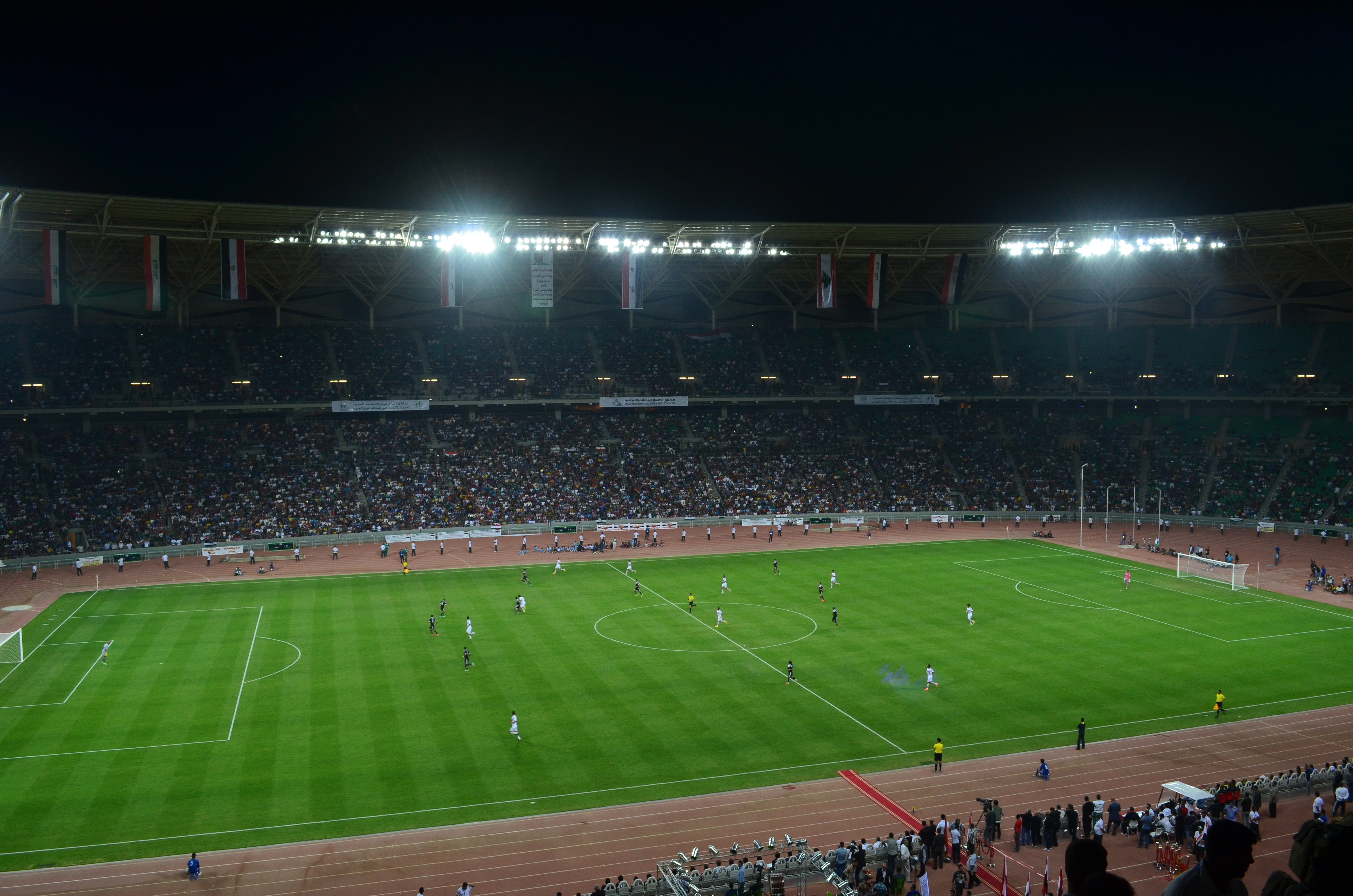
مباراة الزوراء العراقي والزمالك المصري

## وصلات خارجية
- ملعب مدينة البصرة الرياضية على قاعدة بيانات الملاعب (بالإنجليزية)